# Фаду

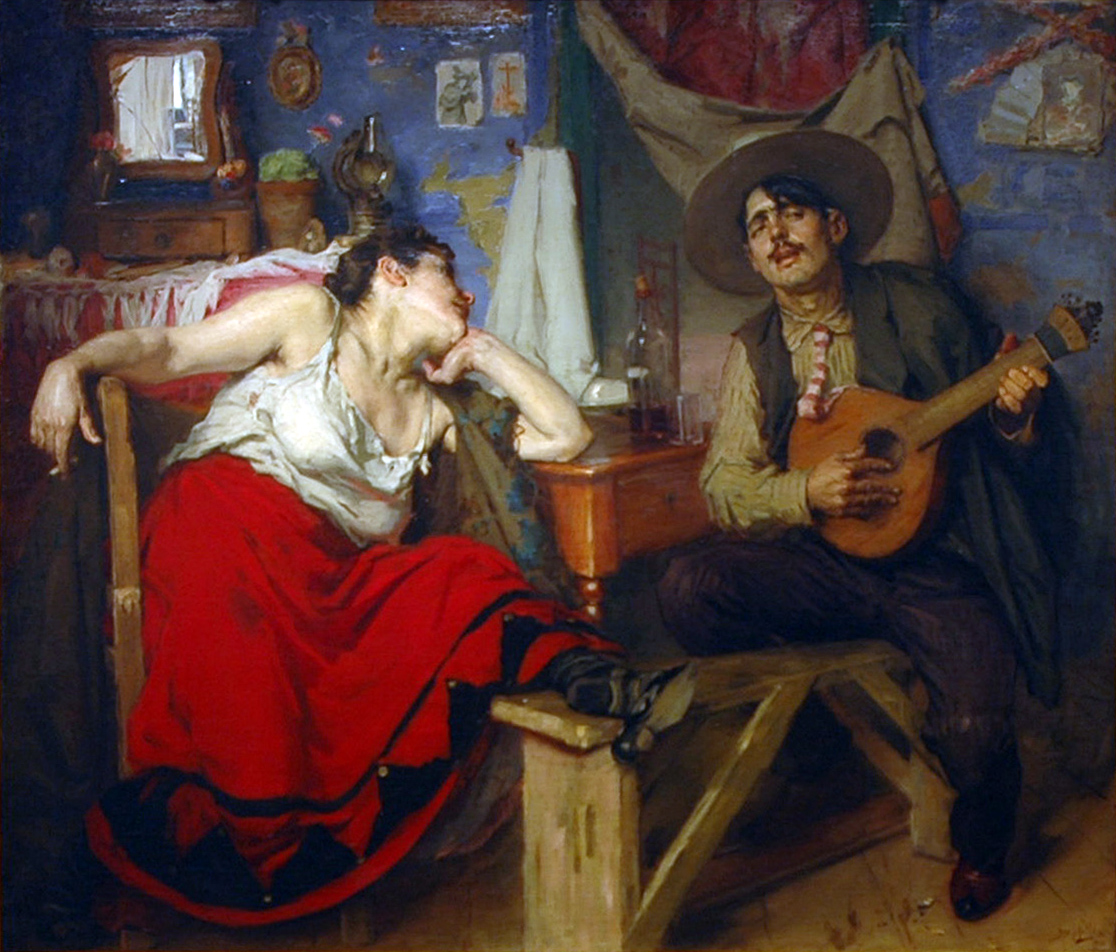
Жузе Мальоа. «O Fado». 1910

Фа́ду (порт. fado [ˈfadu]) — португальский музыкальный (исторически — также танцевальный) жанр: буквально означает «фатум», «судьба»; доминантной эмоцией в произведениях является принятие горькой судьбы. Основные разновидности — лиссабонское и коимбрское фаду.

## История

Граффити, изображающее Амалию Родригеш

История фаду вызывает споры. Согласно наиболее распространённой версии, фаду появился в Лиссабоне (порт. fado de Lisboa) во второй четверти XIX века в маргинализированном квартале Алфама, где перемешались народы и традиции Пиренейского полуострова, Южной Америки (в особенности Бразилии) и Африки после периода колониальной экспансии Португалии. Сильное влияние на становление фаду оказали танцы фофа (порт. fofa), распространённый в Португалии и Бразилии, бразильский лунду (порт. lundu), возникший в Африке, и фанданго. Другой источник жанра — португальская литература и поэзия, в особенности катрен и модинья. Изначально словом фаду называли бразильский танец под пятиструнную гитару, однако современный фаду испытал влияние вышеперечисленных жанров, а пятиструнная гитара была вытеснена португальской гитарой.
В развитии фаду выделяют четыре периода:
- 1830—1868 — «спонтанный»: фаду развивается в маргинализированных слоях, появляется первая знаменитая исполнительница — Мария Севера;
- 1869—1890 — «аристократический» — жанр становится популярным у высших слоёв;
- 1890—1920 — диверсификация и распространение;
- с 1930 — фаду из фольклорной музыки превратился в профессиональный жанр.

Драматичная манера исполнения первой знаменитой фадишты-женщины Марии Северы, включавшая множество импровизаций, повлияла на весь лиссабонский фаду. Привычку выступать в чёрной шали у Северы переняли последующие поколения исполнительниц.
Развитие фаду в XX веке происходило в том числе и в авторитарно-диктаторский период, именующийся «Новым государством», в этот период цензура правила тексты песен, а исполнителям приходилось обращаться за разрешениями на пение. Несмотря на это, в данный период работали такие выдающиеся исполнители, как Амалия Родригеш, Алфреду Марсенейру, Армандинью, Мартинью д’Ассунсан (порт. Martinho d'Assunção), Карлуш ду Карму , Эрсилия Кошта, Берта Кардозу, Эрминия Силва, Мария-Тереза де Норонья , Лусилия ду Карму, Карлуш Рамуш и Фернанду Фаринья. Амалия Родригеш, сочетавшая в своём творчестве лиссабонскую традицию исполнения с испанскими и мексиканскими ритмами и современными стихами, стала настолько важной фигурой в мире фаду, что после её смерти в Португалии был объявлен трёхдневный траур.
Хотя многие фадишты не поддерживали власть, среди певцов фаду есть и носители правых взглядов, сторонники «Нового государства» — например, Жуан Брага.
После падения режима Салазара и революции популярность жанра некоторое время переживала спад, однако впоследствии фаду снова набрал популярность в новой роли — как важный элемент национальной культуры. Количество импровизационных элементов из-за этого уменьшилось. Новое фьюжн-направление в фаду создал Жозе Афонсу, комбинировавший его с рок-музыкой и фольклорными традициями.
В начале XXI века фаду переживает новый подъём популярности. Появились новые звёзды: Мариза, Криштина Бранку, Мизия и другие. 27 ноября 2011 года ЮНЕСКО внесло фаду в список нематериального культурного наследия человечества.

## Исполнение
Фаду исполняется сольно, мужчиной или женщиной, под аккомпанемент португальской или классической гитары (иногда двух гитар), также иногда басовой гитары; аудитория также активно участвует в исполнении, выражая свои эмоции от происходящего. Исполнение должно происходить в тишине, нарушителей выдворяют из помещения; плохого певца могут освистать, а хорошего награждают бурными аплодисментами.
Живое исполнение происходит в домах фаду (порт. casa de fado или casa do fado), а также в некоторых туристических ресторанах, театрах-ревю, кабаках, кафе и так далее. Иногда в подобных местах собираются поклонники этого жанра, исполняющие непрофессиональное, любительское фаду (порт. fado vadio).
Хороший исполнитель фаду — «фадишта» (порт. fadista) — обязательно должен выражать саудади (порт. saudade), сложную эмоцию, аналогичную светлой печали. Выдающиеся фадишта, виртуозно владеющие импровизацией, именуются «эштилишта» (порт. estilista).

## Репертуар
Произведения фаду делятся на «исконные» — «каштису» (порт. fado castiço) и «песни» — «кансан» (порт. fado canção); это разделение условно, данные разновидности представляют собой полюса одного жанрового ряда. У фаду каштису фиксированная ритмическая и гармоническая структура (метр 4/4), аккомпанемент представляет собой повторяющийся мотив; стихи организованы в катрены. Эта разновидность допускает наибольшее количество вокальных импровизационных элементов, хотя после 1950-х годов они вышли из моды.
В фаду кансан куплет чередуется с припевом, присутствует более сложная гармония, возможен свободный выбор аккомпанемента в рамках заданных гармонических последовательностей.

## Коимбра
Коимбрским фаду (порт. fado de Coimbra) именуется традиция студенческого пения в Коимбрском университете, появившаяся во второй половине XIX века. В отличие от лиссабонского фаду, апеллировавшего к рабочему классу, эта традиция изначально развивалась не в маргинализированных, а в привилегированных слоях. Исполняют его обычно мужчины.
В начале XX века фаду Коимбры стало использоваться в водевилях; его популярность значительно увеличили виртуозы Эдмунду Бетанкур и Лукаш Жюно́.
Коимбрское фаду было привезено из Лиссабона и впитало традиции исполнения бельканто, место главного аккомпанирующего инструмента занимает классическая гитара (исполнитель зачастую играет на ней сам). Мелодия коимбрского фаду значительно более простая, не предполагает импровизаций, фокус внимания находится на словах. В отличие от характерного для лиссабонского фаду отчаяния коимбрские песни, напротив, вселяют у аудитории надежду.

## В культуре
В 2007 году вышел фильм испанского режиссёра Карлоса Сауры «Fados» , посвящённый судьбе жанра во 2-й четверти — конце XX века.

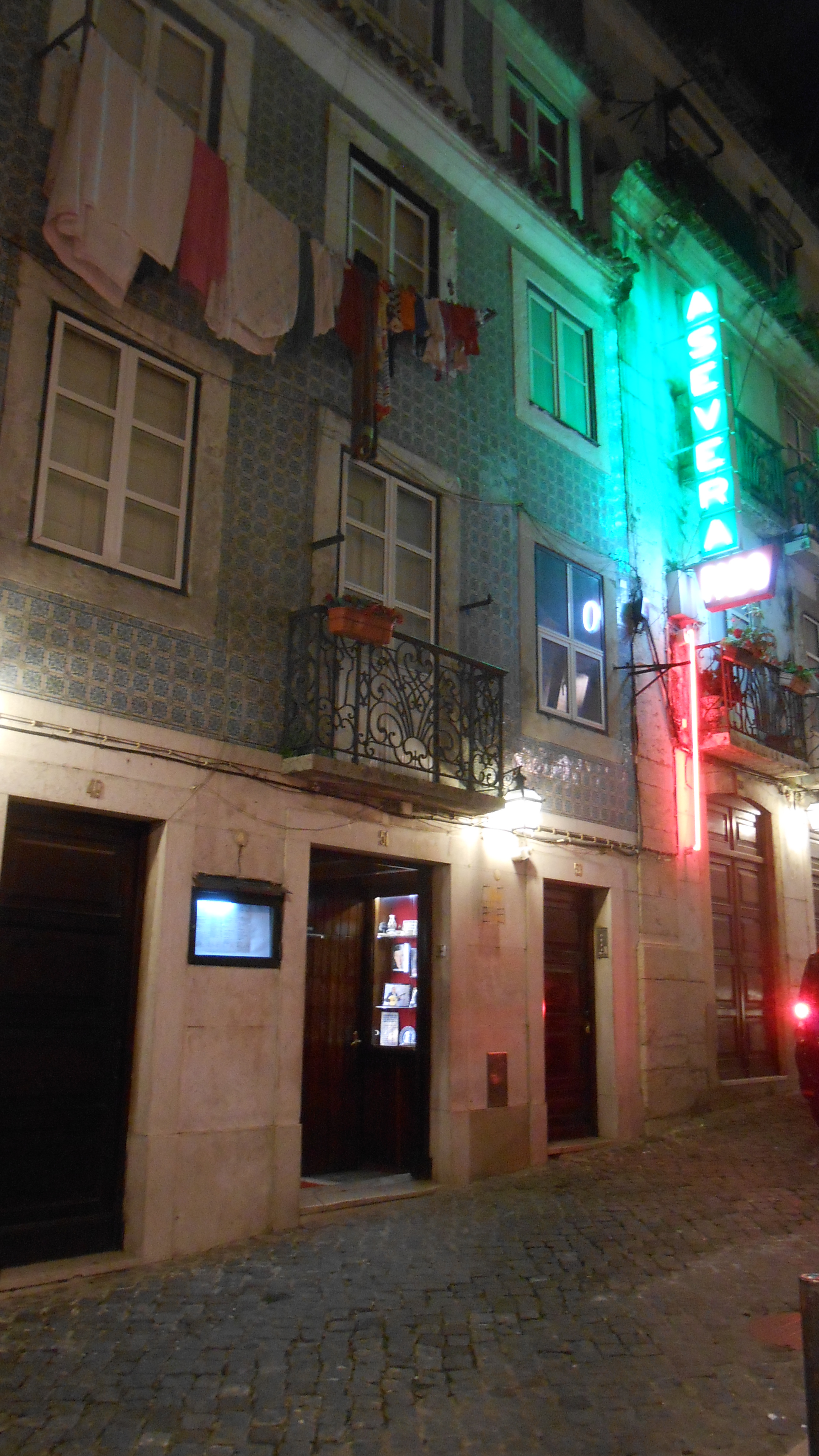
A Severa, старейший дом фаду
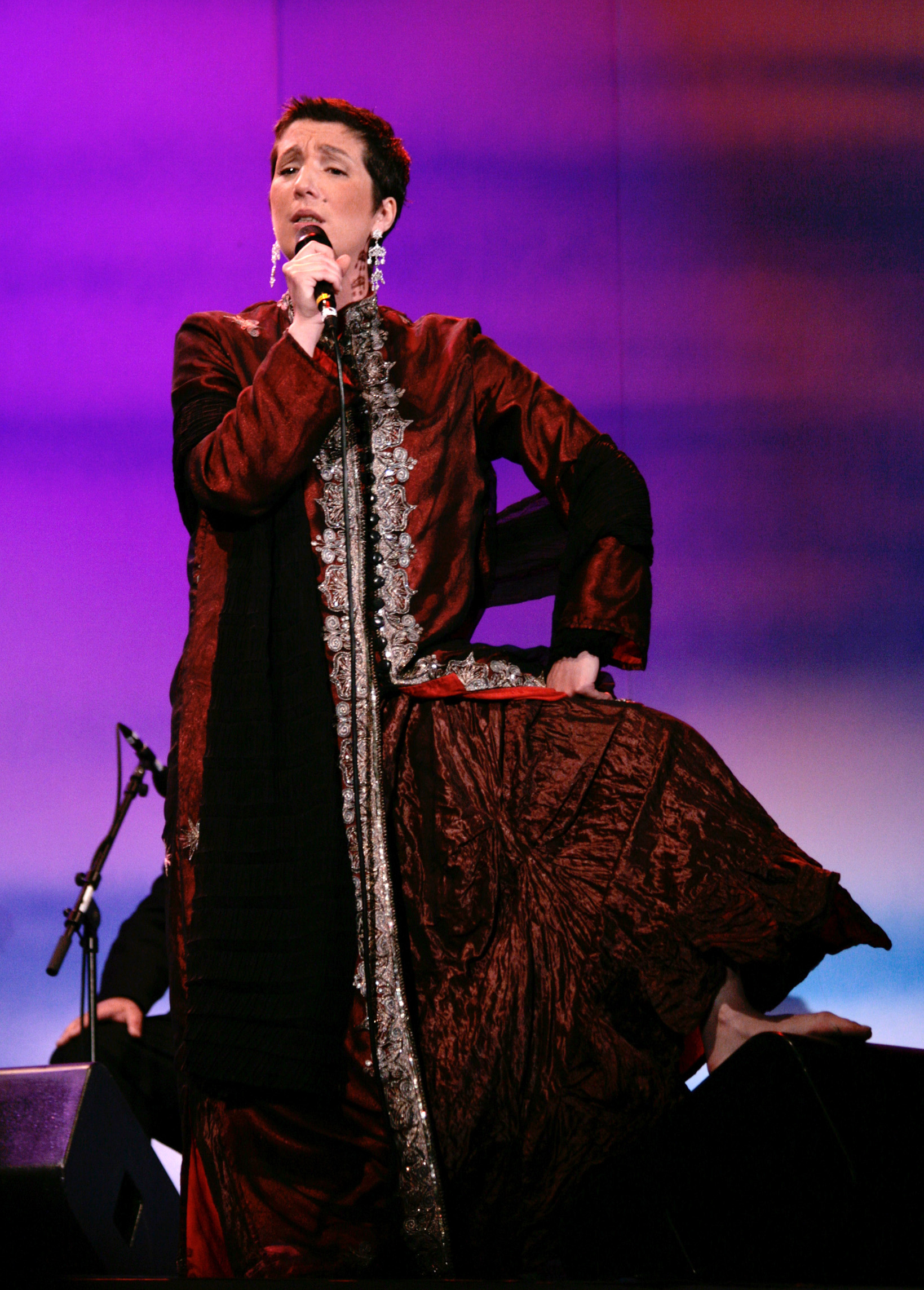
Фадишта Дулсе Понтеш на концерте
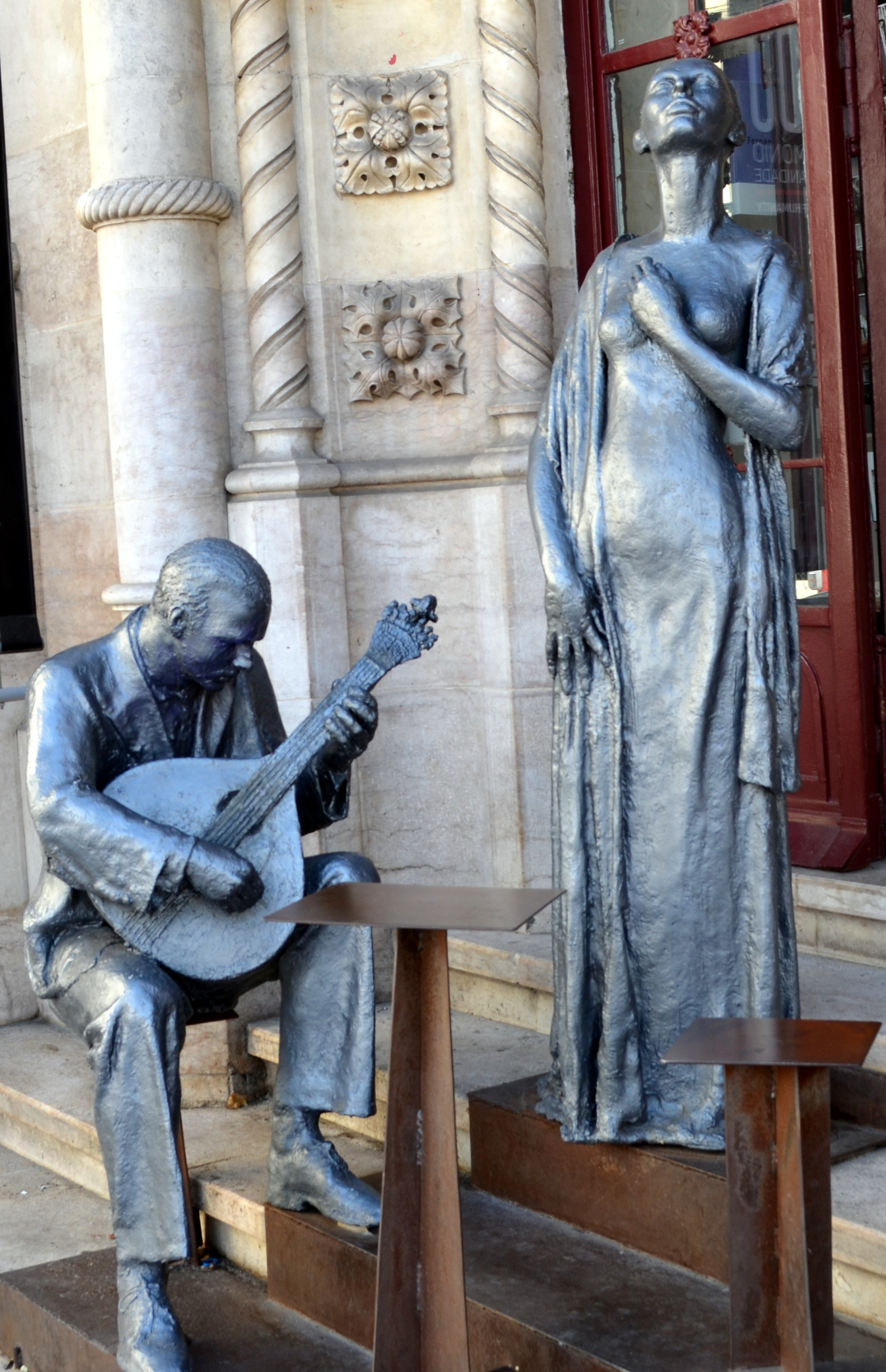
Памятник исполнителям фаду, Лиссабон